# Брайант, Мириам
Мириам Мэлани Брайант (род. 8 марта 1991, Гётеборг) — шведская певица и автор песен.

## Биография
Под влиянием музыкального воспитания своего британского отца и финской матери Мириам Брайант начала сочинять песни. В ноябре 2011 года вместе со своим другом детства, продюсером и композитором Виктором Радстрёмом она записала три песни, составившие дебютный альбом «Finders, Keepers» («Что нашел, то мое»). Альбом вышел в свет в марте 2012 года при содействии студии «100Songs». Музыка Мириам стала популярной среди блогеров и на музыкальных сайтах.
Мириам сотрудничала с известным музыкальным продюсером и диджеем Зеддом, который услышал её по немецкому радио. Зедд сделал ремикс её песни «Push Play» на его повторно выпущенном альбоме.
Релиз мини-альбома «Push Play» в США состоялся 8 октября 2013 при поддержке лейбла «Interscope Records». В 2015 году Брайант была одной из восьми музыкантов, приглашенных в программу телевизионного шоу «Sa mycket bättre» на шведском коммерческом канале TV4.

## Дискография

### Альбомы
| Год  | Альбом         | Максимальная позиция | Сертификация |
| Год  | Альбом         | SWE                  | Сертификация |
| ---- | -------------- | -------------------- | ------------ |
| 2013 | Raised in Rain | 12                   |              |

### Мини-альбомы
| Год  | Альбом                | Максимальная позиция | Сертификация |
| Год  | Альбом                | SWE                  | Сертификация |
| ---- | --------------------- | -------------------- | ------------ |
| 2013 | Push Play             | –                    |              |
| 2015 | I Am Dragon           | 18                   |              |
| 2016 | Hisingen och hem igen | 2                    |              |
| 2017 | Bye Bye Blue          | 5                    |              |

### Синглы
| Год  | Сингл                | Позиции в чартах | Позиции в чартах | Позиции в чартах | Сертификации | Альбом         |
| Год  | Сингл                | SWE              | AUT              | GER              | Сертификации | Альбом         |
| ---- | -------------------- | ---------------- | ---------------- | ---------------- | ------------ | -------------- |
| 2012 | «Finders, Keepers»   | –                | 51               | 46               |              | Raised in Rain |
| 2012 | «Raised in Rain»     | –                | –                | –                |              | Raised in Rain |
| 2013 | «Push Play»          | 12               | –                | –                | Gold         | Raised in Rain |
| 2013 | «Last Soul on Earth» | –                | –                | –                |              | Raised in Rain |
| 2014 | «Dragon»             | 29               | –                | –                |              | I Am Dragon    |
| 2016 | «Black Car»          | 2                | –                | –                |              | Bye Bye Blue   |
| 2017 | «Everything»         | 16               | –                | –                |              | Bye Bye Blue   |
| 2017 | «Rocket»             | 21               | –                | –                |              | Bye Bye Blue   |
| 2017 | «Words»              | 60               | –                | –                |              | Bye Bye Blue   |
| 2020 | «Ge upp igen»        |                  | –                | –                |              |                |

Избранные
| Год  | Сингл                                                      | Позиции в чартах | Позиции в чартах | Позиции в чартах | Позиции в чартах | Позиции в чартах            | Позиции в чартах | Альбом    |
| Год  | Сингл                                                      | SWE              | AUS              | BEL (FL)         | KOR              | US (Bubbling Under Hot 100) | US (Dance)       | Альбом    |
| ---- | ---------------------------------------------------------- | ---------------- | ---------------- | ---------------- | ---------------- | --------------------------- | ---------------- | --------- |
| 2013 | «Push Play» (Zedd featuring Miriam Bryant)                 | –                | –                | –                | –                | –                           | –                |           |
| 2014 | «Find You» (Zedd featuring Matthew Koma and Miriam Bryant) | –                | 68               | 34* (Ultratip)   | 61               | 1                           | 1                | Divergent |

*Did not appear in the official Belgian Ultratop 50 charts, but rather in the bubbling under Ultratip charts.
Другие песни
| Год  | Сингл              | Сертификации | Альбом                |
| Год  | Сингл              | SWE          | Альбом                |
| ---- | ------------------ | ------------ | --------------------- |
| 2015 | «One Last Time»    | 4            | Hisingen och hem igen |
| 2015 | «Ett sista glas»   | 4            | Hisingen och hem igen |
| 2015 | «Life Is a Flower» | 11           | Hisingen och hem igen |
| 2015 | «Stationen»        | 6            | Hisingen och hem igen |
| 2015 | «The Only One»     | 15           | Hisingen och hem igen |
| 2015 | «Allt jag behöver» | 2            | Hisingen och hem igen |
| 2016 | «Game»             | 97           | Black Car-single      |